# Nati nel 1943/Maggio
| Questa pagina contiene informazioni ricavate automaticamente dalle voci biografiche con l'ausilio del template Bio e di un bot. L'aggiornamento è periodico e automatico e ricostruisce completamente la pagina. Se manca una persona in questa lista, sei pregato di non aggiungerla, ma accertati piuttosto che la sua voce biografica contenga il template Bio e che i dati anagrafici siano correttamente compilati. Se il template Bio manca, inseriscilo tu stesso o, in alternativa, metti l'avviso {{tmp\|Bio}} che ne segnala la mancanza. Se i dati riportati sono sbagliati, correggi direttamente la voce biografica; le modifiche saranno visibili in questa lista entro pochi giorni. Per chiarimenti vedi il progetto biografie. La lista contiene solo le 220 persone che sono citate nell'enciclopedia e per le quali è stato implementato correttamente il template Bio. Pagina aggiornata al 10 ago 2025. |

- 1º maggio - Barry Clemens, ex cestista statunitense
- 1º maggio - Andrea Degortes, fantino italiano
- 1º maggio - Anna Maria Nucci, politica italiana († 2017)
- 1º maggio - Odilon Polleunis, calciatore belga († 2023)
- 1º maggio - Georges Pontier, arcivescovo cattolico francese
- 1º maggio - Carlos Trillo, fumettista argentino († 2011)
- 2 maggio - Fiammetta Baralla, attrice italiana († 2013)
- 2 maggio - Steve Mann, chitarrista statunitense († 2009)
- 2 maggio - Teruo Nimura, ex calciatore giapponese
- 2 maggio - Manfred Schnelldorfer, ex pattinatore artistico su ghiaccio tedesco
- 3 maggio - Bruno Bruschettini, ex calciatore italiano
- 3 maggio - Ha Ui-geon, cestista sudcoreano († 2020)
- 3 maggio - Nicolò Pollari, generale e funzionario italiano
- 3 maggio - Enrico Rabbachin, tiratore a segno italiano († 2024)
- 3 maggio - Jim Risch, politico statunitense
- 3 maggio - Benny Rooney, calciatore e allenatore di calcio scozzese († 2023)
- 3 maggio - Maryse Wolinski, giornalista e scrittrice francese († 2021)
- 4 maggio - Georgi Asparuhov, calciatore bulgaro († 1971)
- 4 maggio - Gigi Dall'Aglio, regista teatrale, drammaturgo e attore teatrale italiano († 2020)
- 4 maggio - Doddore Meloni, attivista italiano († 2017)
- 4 maggio - Andy Poe, attore filippino († 1995)
- 4 maggio - Alain Van der Biest, politico belga († 2002)
- 5 maggio - Aldo Agosti, storico italiano
- 5 maggio - Cosimo Izzo, politico italiano († 2022)
- 5 maggio - Kasenetz-Katz, produttore discografico statunitense
- 5 maggio - Marsha Linehan, psicologa statunitense
- 5 maggio - Billie Moore, allenatrice di pallacanestro statunitense († 2022)
- 5 maggio - Michael Palin, attore, comico e scrittore britannico
- 5 maggio - Ignacio Ramonet, scrittore e giornalista spagnolo
- 5 maggio - Raphael, cantante e attore spagnolo
- 5 maggio - Dilys Watling, attrice e cantante inglese († 2021)
- 5 maggio - Macel Leilani Wilson, modella statunitense
- 6 maggio - Andreas Baader, terrorista tedesco († 1977)
- 6 maggio - Milton William Cooper, conduttore radiofonico e scrittore statunitense († 2001)
- 6 maggio - Giovanni Mastel, hockeista su ghiaccio italiano († 2021)
- 6 maggio - Mike Ratledge, tastierista e compositore britannico († 2025)
- 6 maggio - Wolfgang Reinhardt, astista tedesco († 2011)
- 6 maggio - Ion Aurel Stoica, politico romeno († 1994)
- 6 maggio - James Turrell, artista statunitense
- 7 maggio - Terry Allen, pittore e cantautore statunitense
- 7 maggio - Mauro Berardi, produttore cinematografico italiano
- 7 maggio - Peter Carey, scrittore e sceneggiatore australiano
- 7 maggio - Franco Devescovi, fumettista italiano
- 7 maggio - Erv Kanemoto, dirigente sportivo statunitense
- 7 maggio - Paolo Martin, designer italiano
- 7 maggio - Donal McCann, attore irlandese († 1999)
- 7 maggio - Aldo Mirate, politico italiano († 2022)
- 7 maggio - Orlando Ramírez, calciatore cileno († 2018)
- 7 maggio - Anne-Marie Saforge, ex cestista francese
- 7 maggio - Teun Adrianus van Dijk, linguista olandese
- 8 maggio - Pat Barker, scrittrice inglese
- 8 maggio - Tomas von Brömssen, attore svedese
- 8 maggio - Lubo Kristek, scultore, pittore e performance artist ceco
- 8 maggio - Tom Maniatis, biologo statunitense
- 8 maggio - Jochen Meißner, ex canottiere tedesco
- 8 maggio - Paul Samwell-Smith, bassista e produttore discografico britannico
- 8 maggio - Danny Whitten, cantautore e chitarrista statunitense († 1972)
- 9 maggio - Emile Ardolino, regista statunitense († 1993)
- 9 maggio - Vince Cable, politico e economista britannico
- 9 maggio - Ove Grahn, calciatore svedese († 2007)
- 9 maggio - Pavla Holková, ex cestista cecoslovacca
- 9 maggio - Mick Kearin, calciatore irlandese († 2025)
- 9 maggio - Kiyoshi Kuromiya, attivista e pacifista statunitense († 2000)
- 9 maggio - Valentino Martelli, politico italiano
- 9 maggio - Colin Pillinger, astrofisico britannico († 2014)
- 10 maggio - Andrzej Badeński, velocista polacco († 2008)
- 10 maggio - Liu Chao-shiuan, politico taiwanese
- 10 maggio - David Clennon, attore statunitense
- 10 maggio - José del Castillo, calciatore peruviano († 2023)
- 10 maggio - Judith Jamison, ballerina, coreografa e direttrice artistica statunitense († 2024)
- 10 maggio - Wolfgang Porsche, imprenditore e manager tedesco
- 10 maggio - Roberto Tortoli, politico e dirigente d'azienda italiano
- 10 maggio - Nicola Zamboni, scultore italiano († 2023)
- 11 maggio - Jan Berg, allenatore di calcio e calciatore norvegese († 2005)
- 11 maggio - Nancy Greene, ex sciatrice alpina, allenatrice di sci alpino e politica canadese
- 11 maggio - Bill Inglis, allenatore di hockey su ghiaccio e ex hockeista su ghiaccio canadese
- 12 maggio - Linda Dano, attrice statunitense
- 12 maggio - Christian Robin, epigrafista, archeologo e orientalista francese
- 13 maggio - Eve Babitz, scrittrice statunitense († 2021)
- 13 maggio - Guglielmo Castagnetti, politico italiano († 2017)
- 13 maggio - Gisela Hahn, attrice tedesca
- 13 maggio - Stratton Leopold, produttore cinematografico e attore statunitense
- 13 maggio - Fred Parke, informatico, programmatore e docente statunitense
- 13 maggio - Anne Pingeot, storica dell'arte francese
- 13 maggio - Gerhard Seibold, ex canoista austriaco
- 13 maggio - Kurt Trampedach, pittore e scultore danese († 2013)
- 13 maggio - Mary Wells, cantante statunitense († 1992)
- 13 maggio - Victoria Zinny, attrice argentina
- 14 maggio - Berador Abduraimov, allenatore di calcio e ex calciatore sovietico
- 14 maggio - Jack Bruce, musicista, compositore e cantante britannico († 2014)
- 14 maggio - Domenico Di Cresce, politico italiano († 2021)
- 14 maggio - Girolamo Giardina, botanico italiano († 2006)
- 14 maggio - José Manuel Urtain, pugile spagnolo († 1992)
- 14 maggio - Donatella Mazzoleni, architetta e artista italiana
- 14 maggio - Emil Mihajlov, cestista bulgaro († 2010)
- 14 maggio - Alan Mollohan, politico statunitense
- 14 maggio - Ólafur Ragnar Grímsson, politico islandese
- 14 maggio - Richard Peto, medico e epidemiologo britannico
- 15 maggio - Luigi Covatta, politico e giornalista italiano († 2021)
- 15 maggio - Carlo D'Amato, politico italiano
- 15 maggio - Salvatore Fisichella, tenore italiano
- 15 maggio - Marianne Gossweiler, cavallerizza svizzera
- 15 maggio - Luminița Iacobescu, attrice romena
- 15 maggio - Freddie Perren, compositore, paroliere e produttore discografico statunitense († 2004)
- 15 maggio - Nicole Péry, politica francese
- 15 maggio - Alan Rollinson, pilota automobilistico britannico († 2019)
- 16 maggio - Donny Anderson, ex giocatore di football americano statunitense
- 16 maggio - Dan Coats, politico e ambasciatore statunitense
- 16 maggio - Karl Golser, vescovo cattolico italiano († 2016)
- 16 maggio - Daniela Igliozzi, attrice e doppiatrice italiana
- 16 maggio - Jon Jost, regista statunitense
- 16 maggio - Ove Kindvall, calciatore svedese († 2025)
- 16 maggio - Marko Kravos, poeta, scrittore e traduttore italiano
- 17 maggio - Graham Atkinson, calciatore inglese († 2017)
- 17 maggio - Joanna Bruzdowicz, compositrice polacca († 2021)
- 17 maggio - James Davis, imprenditore statunitense
- 17 maggio - Laurence Gardner, saggista britannico († 2010)
- 17 maggio - Miguel Ángel Mori, calciatore argentino († 2009)
- 17 maggio - Yves Mény, docente francese
- 17 maggio - Mangala Narlikar, matematica indiana († 2023)
- 17 maggio - Rui Rodrigues, calciatore e allenatore di calcio portoghese († 2024)
- 17 maggio - Catherine Rousselet, ex schermitrice francese
- 17 maggio - Tuanku Syed Sirajuddin, sovrano malese
- 17 maggio - Rahamim Talbi, ex calciatore israeliano
- 17 maggio - Anny-Charlotte Verney, ex pilota di rally e pilota automobilistica francese
- 17 maggio - Johnny Warren, allenatore di calcio e calciatore australiano († 2004)
- 18 maggio - Jacques-Pierre Amette, scrittore e critico letterario francese
- 18 maggio - Helen Hardin, pittrice statunitense († 1984)
- 18 maggio - José Henrique, ex calciatore portoghese
- 18 maggio - Barbara Kühn, ex cestista tedesca
- 18 maggio - Luis María Otiñano, calciatore spagnolo († 1997)
- 18 maggio - Riccardo Pedrizzi, politico italiano
- 18 maggio - Jimmy Snuka, wrestler figiano († 2017)
- 18 maggio - Gennadij Sosonko, scacchista olandese
- 18 maggio - Giorgio Squinzi, imprenditore, chimico e dirigente sportivo italiano († 2019)
- 19 maggio - Marisol Ayuso, attrice spagnola
- 19 maggio - Michele Cordaro, storico dell'arte, critico d'arte e saggista italiano († 2000)
- 19 maggio - Pedro Gonzáles, ex calciatore peruviano
- 19 maggio - Eddie May, allenatore di calcio e calciatore inglese († 2012)
- 19 maggio - Helen Quinn, fisica australiana
- 19 maggio - Mykola Sušak, cestista sovietico († 2014)
- 20 maggio - Al Bano, cantautore, personaggio televisivo e attore italiano
- 20 maggio - Justin Cartwright, scrittore, regista e sceneggiatore britannico († 2018)
- 20 maggio - Francesca Romana Coluzzi, attrice, stuntwoman e scenografa italiana († 2009)
- 20 maggio - Imata Kabua, politico marshallese († 2019)
- 20 maggio - Holmfrid Olsson, biatleta svedese († 2009)
- 21 maggio - Carlo Andreotti, politico e giornalista italiano
- 21 maggio - Giuseppe Bentivoglio, paroliere e giornalista italiano († 2023)
- 21 maggio - Vincent Crane, tastierista britannico († 1989)
- 21 maggio - John Dalton, bassista britannico
- 21 maggio - Luigi Frezzato, politico italiano
- 21 maggio - José Luis López Peinado, ex calciatore spagnolo
- 21 maggio - Tullio Montagna, politico italiano († 2024)
- 21 maggio - Beverley Naidoo, scrittrice sudafricana
- 21 maggio - Michael Noonan, politico e scrittore irlandese
- 21 maggio - Enzo Pulcrano, attore e pugile italiano († 1992)
- 21 maggio - Glenn Ressler, ex giocatore di football americano statunitense
- 21 maggio - Hilton Valentine, chitarrista britannico († 2021)
- 21 maggio - Ron Watts, cestista statunitense († 2022)
- 21 maggio - Shannon Wilcox, attrice statunitense († 2023)
- 22 maggio - Marie-Francoise Audollent, attrice francese († 2008)
- 22 maggio - Kurt Bendlin, multiplista tedesco († 2024)
- 22 maggio - Elio Gasperoni, ex tiratore a volo sammarinese
- 22 maggio - Édgar Marín, calciatore costaricano († 2023)
- 22 maggio - Arlene Phillips, coreografa britannica
- 22 maggio - Betty Williams, attivista britannica († 2020)
- 23 maggio - Robert Bennett, ex nuotatore statunitense
- 23 maggio - Adele Berlin, biblista e ebraista statunitense
- 23 maggio - Maurizio Creuso, politico italiano († 2023)
- 24 maggio - Héctor Rubén Aguer, arcivescovo cattolico argentino
- 24 maggio - Gary Burghoff, attore televisivo statunitense
- 24 maggio - Victor Frazer, politico americo-verginiano
- 24 maggio - Melissa Gabardi, storica dell'arte, scrittrice e giornalista italiana († 2021)
- 24 maggio - Jair Silva Santos, ex calciatore brasiliano
- 24 maggio - Marcel Kunz, calciatore svizzero († 2017)
- 24 maggio - Lonnie Lynn, cestista statunitense († 2014)
- 24 maggio - Marco Maria Olivetti, filosofo e storico della filosofia italiano († 2006)
- 24 maggio - Juhani Suutarinen, ex biatleta finlandese
- 25 maggio - Alberto Brasca, politico e dirigente sportivo italiano († 2023)
- 25 maggio - Massimo Castri, attore e regista italiano († 2013)
- 25 maggio - Jessi Colter, cantante statunitense
- 25 maggio - Ramiro Navarro, calciatore messicano († 2008)
- 25 maggio - Kitty Swan, attrice e cantante danese
- 25 maggio - Leslie Uggams, attrice e cantante statunitense
- 25 maggio - Ed Whitfield, politico statunitense
- 26 maggio - Roberto Damiani, letterato, critico letterario e politico italiano († 2008)
- 26 maggio - Lawrence James, storico britannico
- 26 maggio - George McLean, ex calciatore scozzese
- 26 maggio - Dean Semler, direttore della fotografia e regista australiano
- 26 maggio - Erica Terpstra, ex nuotatrice, politica e dirigente sportiva olandese
- 27 maggio - Raye Birk, attore statunitense
- 27 maggio - Cilla Black, cantante e attrice britannica († 2015)
- 27 maggio - Henri Dufranne, fumettista francese
- 27 maggio - Julian Hammond, cestista statunitense († 2022)
- 27 maggio - Bruce Weitz, attore statunitense
- 28 maggio - Maria Carazzi, politica italiana
- 28 maggio - Lou Castel, attore svedese
- 28 maggio - Terry Crisp, allenatore di hockey su ghiaccio e ex hockeista su ghiaccio canadese
- 28 maggio - Elena Souliotis, soprano greco († 2004)
- 28 maggio - Cecil Thiré, attore e doppiatore brasiliano († 2020)
- 28 maggio - David Waltz, informatico statunitense († 2012)
- 29 maggio - Mick Buxton, allenatore di calcio e ex calciatore inglese
- 29 maggio - Ion Ciubuc, politico moldavo († 2018)
- 29 maggio - Jeffrey L. Kimball, direttore della fotografia statunitense
- 29 maggio - Jan Kůrka, ex tiratore a segno cecoslovacco
- 30 maggio - Aldo Brancher, ex politico e ex dirigente d'azienda italiano
- 30 maggio - Jeffrey Checkes, schermidore statunitense († 2024)
- 30 maggio - Simona Kossak, biologa e ecologa polacca († 2007)
- 30 maggio - Maria Rosaria Manieri, politica italiana
- 30 maggio - Dino Mele, attore italiano († 2010)
- 30 maggio - Luis Rego, cantante e attore portoghese
- 30 maggio - Francesco Rizzo, calciatore e dirigente sportivo italiano († 2022)
- 30 maggio - Gale Sayers, giocatore di football americano statunitense († 2020)
- 30 maggio - Paolo Scarso, dirigente sportivo e arbitro di pugilato italiano († 2004)
- 31 maggio - Vincenzo Bottan, cestista italiano († 2018)
- 31 maggio - Sharon Gless, attrice statunitense
- 31 maggio - Aud Hvammen, ex sciatrice alpina norvegese
- 31 maggio - Adriano Maggiani, archeologo, etruscologo e funzionario italiano († 2025)
- 31 maggio - Joe Namath, ex giocatore di football americano statunitense
- 31 maggio - Daniel Robin, lottatore francese († 2018)